# الحرا، یمن
ال حرا، یمن یک منطقهٔ مسکونی در یمن است که در استان صنعا واقع شده‌است.